# Benny Brondenstein
Benny Brondenstein (ca. 1955) es un exmilitar de Surinam. Está sospechado de haber estado involucrado en los asesinatos de diciembre de 1982. 
Benny es uno de los sargentos que constituyeron el denominado "Grupo de los 16" que se constituyó el 25 de febrero de 1980; y que liderados por el Sargento Mayor Desi Bouterse llevaron a cabo el denominado golpe de los sargentos. 
Brondenstein afirma que cuando ocurren los "asesinatos de diciembre" él y Paul Bhagwandas se dirigen a las casas de los prisioneros y los capturan colocándolos en custodia en el Fort Zeelandia, lo que coincide con el testimonio de Fred Derby, el único sobreviviente.
Posteriormente Brondenstein desaparece de la escena. En 1996 John Hardjoprajitno, otro de los participantes en el golpe, hace referencia en su contra. Hardjoprajitno expresó: "Aparece descuidado. Ninguno de los muchachos volvió a dirigirse a él nuevamente. La revolución se ha devorado a sus propios hijos."
En el año 2007 fue uno de los 25 sospechosos enjuiciados por los asesinatos de diciembre. El 29 de noviembre de 2019, el consejo de guerra de Surinam lo condenó a 15 años de prisión. El veredicto fue confirmado el 20 de diciembre de 2023, durante la apelación. El 29 de octubre de 2024, el presidente en funciones, Ronnie Brunswijk, lo visitó en la sala de emergencias, donde se encuentra con otros dos compañeros de condena, Steven Dendoe y Ernst Gefferie.